# Tennis ai X Giochi del Mediterraneo
Il torneo di tennis dei X Giochi del Mediterraneo ha previsto 4 gare: 2 maschili e 2 femminili. Quelli maschili sono stati divisi in singolare e doppio così come quelli femminili.

## Podi

### Uomini
| Evento                      | Oro                                 | Argento                                 | Bronzo                           |
| Singolo maschile (dettagli) | Arafa Chekrouni                     | Omar Camporese                          | Fernando Garcia                  |
| Doppio maschile (dettagli)  | Italia Omar Camporese Eugenio Rossi | Marocco Arafa Chekrouni Abdellah Nadini | Spagna Fernando Garcia Luis Riba |

### Donne
| Evento                       | Oro                                             | Argento                                     | Bronzo                                  |
| Singolo femminile (dettagli) | Conchita Martínez                               | Angeliki Kanellopoulou                      | Francesca Romano                        |
| Doppio femminile (dettagli)  | Grecia Olga Tsarbopoulou Angeliki Kanellopoulou | Italia Francesca Romano Giovanna Karotenuto | Francia Sabine Santoro Virginie Buisson |

## Medagliere
| Posizione | Paese   |   |   |   | Totale |
| --------- | ------- | - | - | - | ------ |
| 1         | Italia  | 1 | 2 | 1 | 4      |
| 2         | Grecia  | 1 | 1 | 0 | 2      |
|           | Marocco | 1 | 1 | 0 | 2      |
| 4         | Spagna  | 1 | 0 | 2 | 3      |
| 5         | Francia | 0 | 0 | 1 | 1      |
| Totale    | Totale  | 4 | 4 | 4 | 12     |